# Aeroporto Internacional José Martí
O Aeroporto Internacional de Cuba José Martí é um aeroporto  localizado a 18 km do Havana e tem o nome José Martí para honrar o patriota e poeta cubano. É o principal aeroporto para voos internacionais e domésticos em Cuba, que serve um grande número de passageiros a cada ano, a maioria de Canadá, Italia, Reino Unido, Espanha, Alemanha e França; O aeroporto é um hub Cubana, Aerogaviota SA e Aero Caribbean.
Existem cinco terminais em uso no aeroporto. Terminal 1 serve voos domésticos de Cubana. Terminal 2 serve voos charter de Miami e Corsair Charters Airlines de França. Terminal 3 é o terminal maior e mais moderno, serve mais tráfego e foi construído com a ajuda canadense. Terminal 5 serve Aerocaribbean e algumas outras linhas de charters. Aerovaradero terminal de carga é usado principalmente por Cargosur (Iberia Group) e Cubana Cargo. Há um serviço de ônibus a transferência entre terminais.
Devido ao embargo dos Estados Unidos contra Cuba, qualquer companhia aérea dos Estados Unidos é permitido realizar voos regulares para o aeroporto, para que todos os voos regulares para Miami são designados como charters. Várias companhias aéreas operados serviço contínuo entre Havana  e Miami , essas companhias incluem American Eagle , Gulfstream International Airlines  ', e United Aierlines. Devido à relação de Cuba com o União Soviética, durante os anos 70 e 80 do aeroporto contou com a presença de muitas companhias aéreas no Bloco.

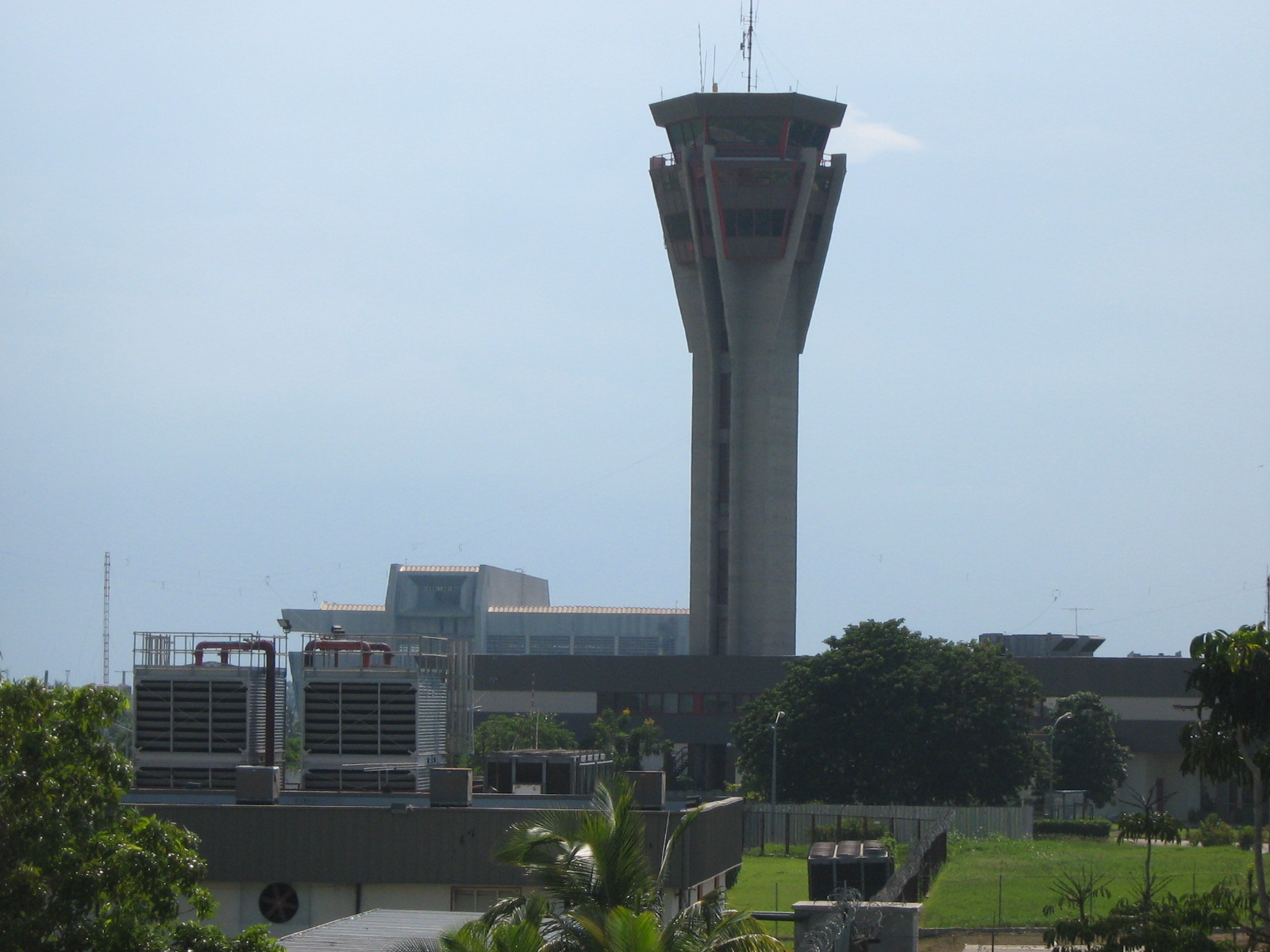
Torre de Controle.

Em 2002, a Logística de Carga Aérea (ELCA SA) abriu um novo terminal de cargas, uma joint venture compartilhada entre a empresa Cargosur, parte do grupo Iberia em Espanha, e Aerovaradero SA de Cuba, com um investimento de mais de 2,5 milhões. O objectivo desta empresa, a mais moderna de seu tipo nesta região geográfica, para facilitar e reduzir o custo do frete entre a Europa e as Américas, aeronaves várias empresas pertenecentes. O terminal tem uma capacidade de 600 toneladas e 2000 metros cúbicos de espaço.
Em 2015, após acordo entre os EUA e Cuba, serão retomados os voos regulares entre os países. Diversas companhias já estão solicitando rotas, entre elas: American Airlines e Delta Airlines. Os voos devem começar até final de 2016.

## Companhias Aéreas e Destinos
| Companhias Aéreas           | Destinos |
| --------------------------- | --- |
| Aerocaribbean (HUB)         | Camaguey, Cayo Coco, Holguin, Nueva Gerona, Santiago de Cuba, Santo Domingo |
| Aeroflot                    | Moscou |
| Aeroméxico                  | Cancun, Cidade do México |
| AG Airlines/Aruba Airlines  | Miami |
| Air Canada                  | Toronto |
| Air China                   | Montreal |
| Air Europa                  | Madrid |
| Air France                  | Paris |
| Alaska Airlines             | Los Angeles |
| American Airlines           | Charlotte, Chicago, Dallas/Fort Worth, Los Angeles, Miami, Tampa |
| Avianca                     | Bogotá |
| Bahamasair                  | Nassau |
| Blue Panorama Airlines      | Cayo Coco, Milão, Roma |
| Cayman Airways              | George Town |
| Condor                      | Frankfurt |
| Conviasa                    | Caracas |
| Copa Airlines               | Bogotá, Cidade do Panamá |
| Cubana de Aviación (HUB)    | Baracoa, Bayamo, Bogotá, Brasília, Camaguey, Cancun, Caracas, Cayo Largo del Sur, Cidade do México, Fort-de-France, Guantanamo, Holguin, Las Tunas, Madrid, Managua, Manzanillo, Moa, Nassau, Nueva Gerona, Porlamar, Rio de Janeiro, San José, Santiago de Cuba, Santo Domingo, São Paulo, Varadero |
| Delta Airlines              | Atlanta, Miami, Nova Iorque (JFK), Orlando |
| Eastern Air Lines           | Miami |
| Edelweiss Air               | Zurique |
| Eurowings                   | Colónia |
| Evelop Airlines             | Madrid |
| Flex Flight                 | Madrid |
| Frontier                    | Miami |
| IBC Airways                 | Miami |
| Iberia                      | Madrid |
| InterCaribbean Airways      | Providenciales |
| Interjet                    | Cancun, Cidade do México, Merida, Monterrey |
| JetBlue Airways             | Fort Lauderdale, Nova Iorque (JFK), Orlando, Tampa |
| KLM                         | Amsterdam |
| LAN Airlines                | Lima |
| Miami Air International     | Miami |
| Neos Air                    | Cancun |
| Orbest                      | Lisboa |
| PAWA Dominicana             | Santo Domingo |
| SkyBahamas Airlines         | Miami |
| Spirit Airways              | Fort Lauderdale |
| Southwest                   | Fort Lauderdale, Tampa |
| Sun Country Airlines        | Nova Iorque (JFK) |
| Swiftair                    | Miami, Tampa |
| TAAG Angola Airlines        | Luanda |
| TACA Airlines               | Lima, San Salvador |
| TAME                        | Quito |
| Turkish Airlines (Em breve) | Caracas, Istambul |
| United Airlines             | Houston, Newarck |
| Virgin Atlantic Airways     | Londres (LGW) |
| Xtra Airways                | Miami |